# Michael Fanafel
Michael Fanafel (ur. 23 stycznia 1983) – mikronezyjski piłkarz, grający na pozycji napastnika.

## Kariera piłkarska

### Kariera klubowa
Występował w miejscowych klubach.

### Kariera reprezentacyjna
W 2003 debiutował w narodowej reprezentacji Mikronezji.